# 里格塞
里格塞是德国巴伐利亚州的一个市镇。总面积20.43平方公里，总人口1163人，其中男性578人，女性585人（2011年12月31日），人口密度57人/平方公里。